# Before Stonewall
Before Stonewall (Before Stonewall: The Making of a Gay and Lesbian Community) – amerykański film dokumentalny w reżyserii Johna Scagliotti, Grety Schiller i Roberta Rosenberga z 1984 r.